# Bromelia pinguin
Bromelia pinguin är en gräsväxtart som beskrevs av Carl von Linné. Bromelia pinguin ingår i släktet Bromelia och familjen Bromeliaceae. Inga underarter finns listade i Catalogue of Life.

## Bildgalleri

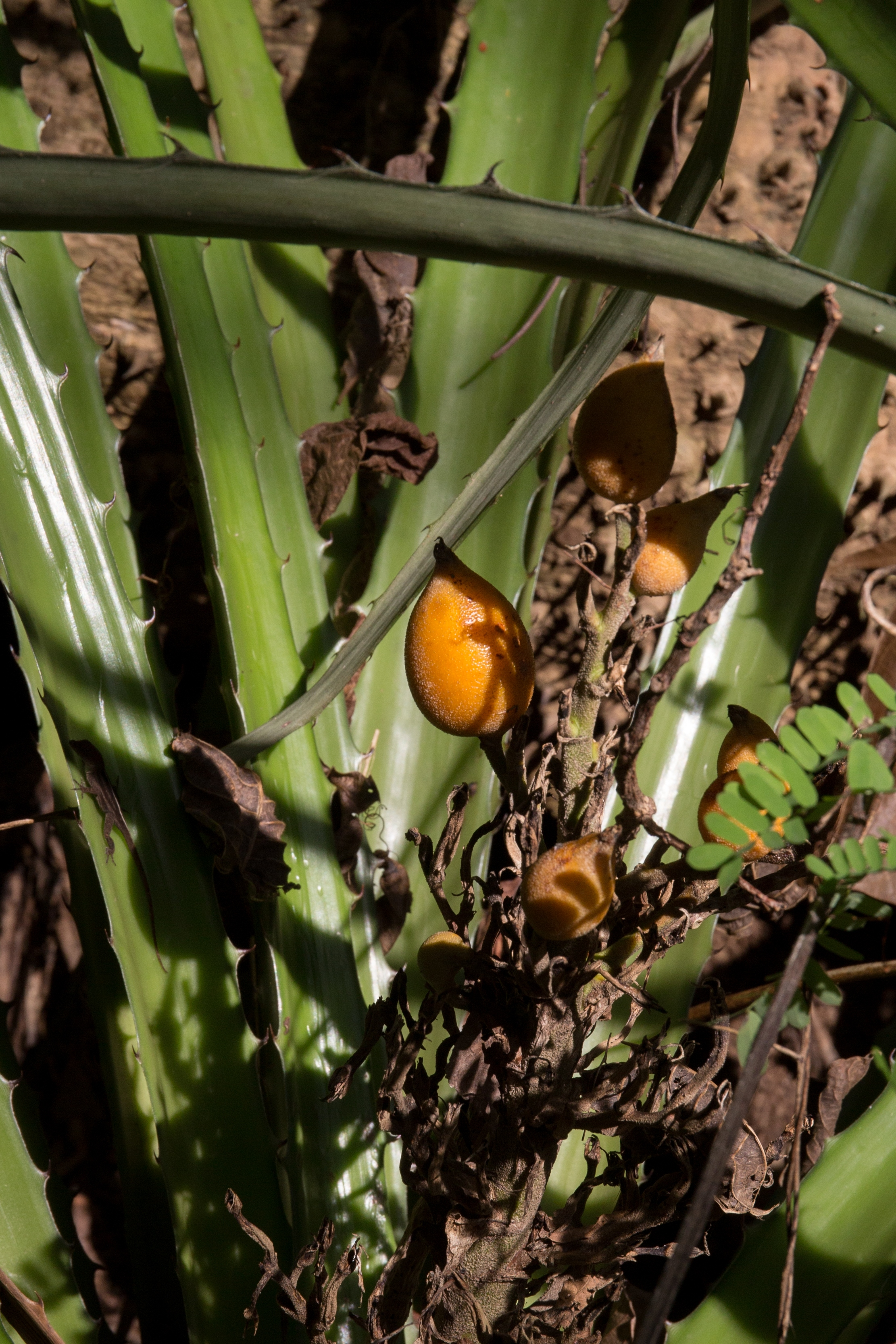